# Bell H-13 Sioux
Bell H-13 Sioux là một loại trực thăng ạng nhẹ do Bell Helicopter chế tạo. H-13 được hãng Westland Aircraft chế tạo cho quân đội Anh dưới tên gọi Sioux AH.1 và HT.2.

## Biến thể

### Quân sự

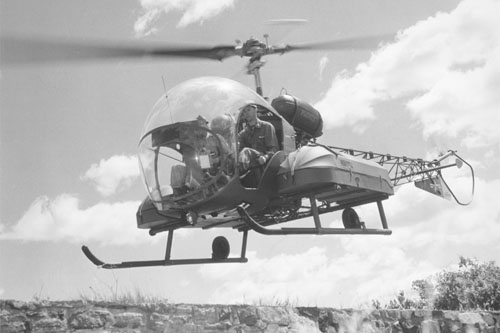
H-13

YR-13/HTL-1
YR-13A
HTL-2
HTL-3
H-13B
YH-13C
H-13C
H-13D
OH-13E
XH-13F/Bell 201
OH-13G
OH-13H/UH-13H
UH-13J
OH-13K
TH-13L
HTL-5
TH-13M
HH-13Q
UH-13R
OH-13S
TH-13T
Sioux AH.1
Sioux HT.2

## Quốc gia sử dụng
Argentina
- Lục quân Argentina[5]
- Hải quân Argentina[6]
- Bảo vệ bờ biển Argentina[6][7]

 Úc
- Lục quân Australia[6]

 Áo
- Không quân Áo[6][8]

 Brasil
- Không quân Brazil[9]

 Canada
- Hải quân Hoàng gia Canada[10]

 Chile
- Hải quân Chile[11]

 Colombia
- Không quân Colombia[11]

 Cuba
- Phòng không không quân Cuba[11]

 Ecuador
- Không quân Ecuador[12]

 Pháp
- Không quân Pháp[12]

 Đức
- Lục quân Đức[12][13]
- Luftwaffe[12]

 Hy Lạp
- Không quân Hy Lạp[14][15]

 Iceland
- Cảnh sát biển Iceland[14]

 Indonesia
- Không quân Indonesia[14]

 Ấn Độ
- Không quân Ấn Độ[14]

 Ý
- Không quân Italy[14][16]
- Lục quân Italy[14]
- Hải quân Italy[14]

 Jamaica
- Lực lượng phòng thủ Jamaica[17]

 Nhật Bản

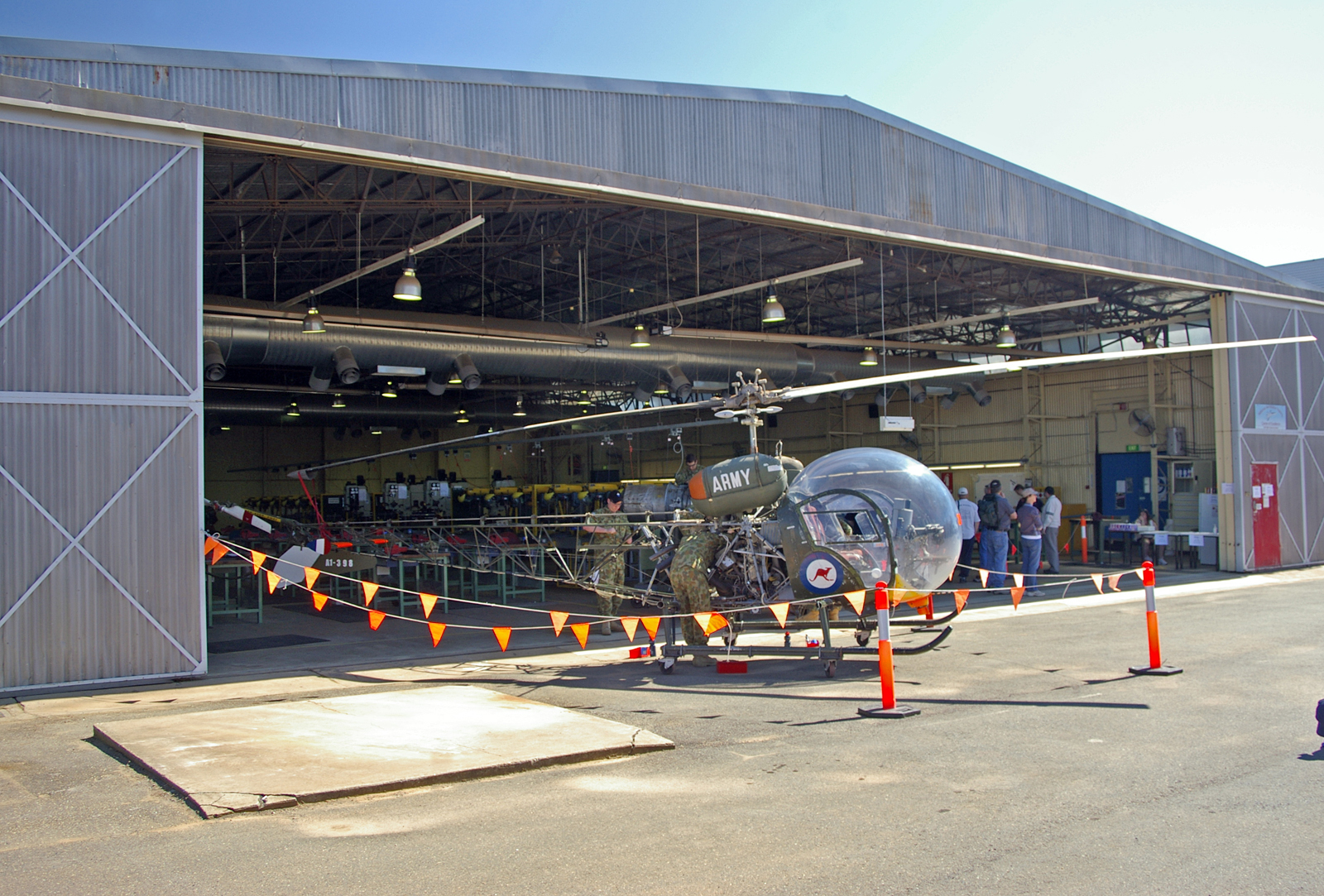
A1 Bell 47G Sioux (A1-398) của Lục quân Australia sử dụng huấn luyện tại căn cứ RAAF Wagga

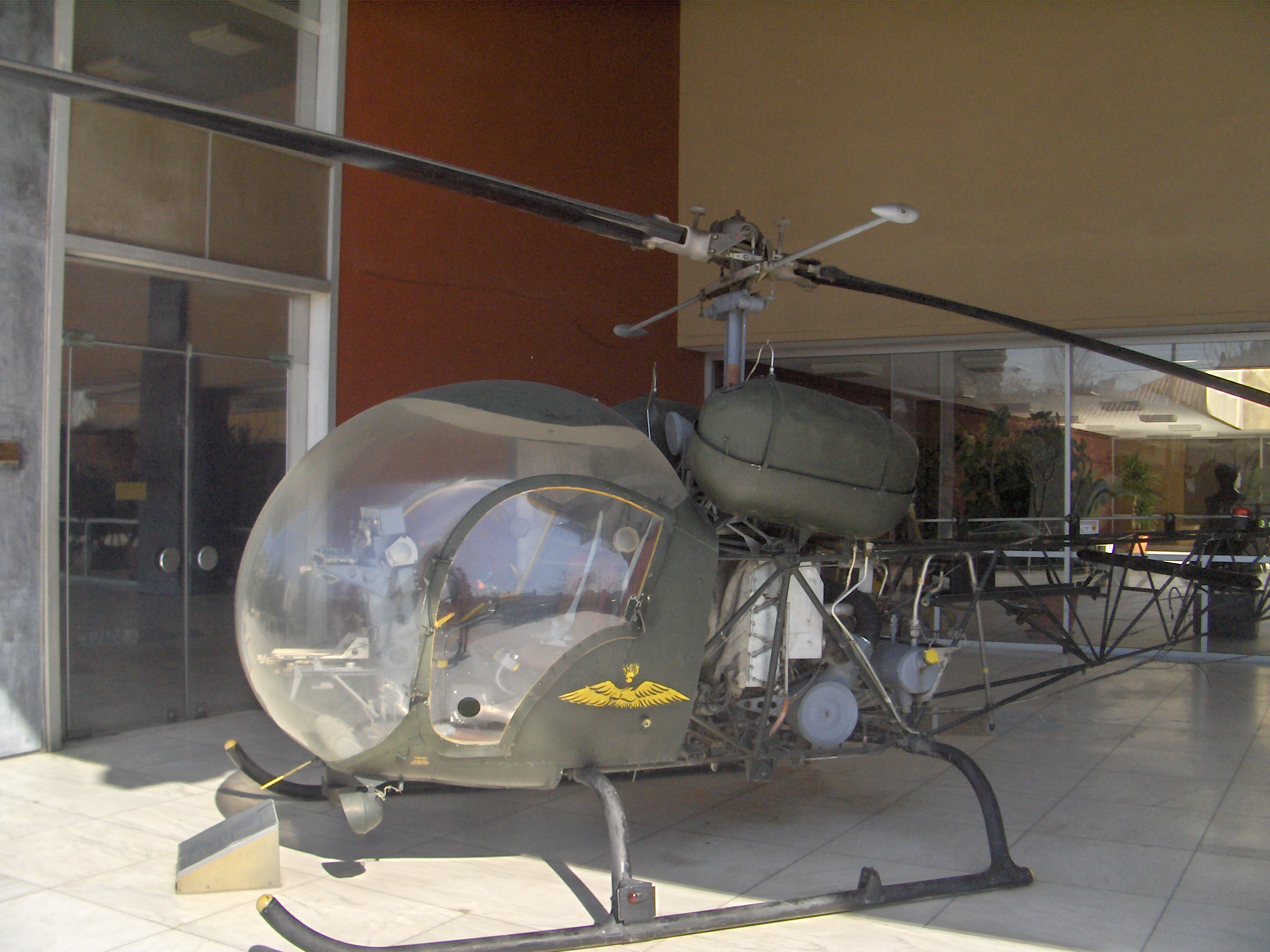
H-13 tại bảo tàng chiến tranh ở Athens, Hy Lạp.

- Lực lượng Phòng vệ Mặt đất Nhật Bản[17]

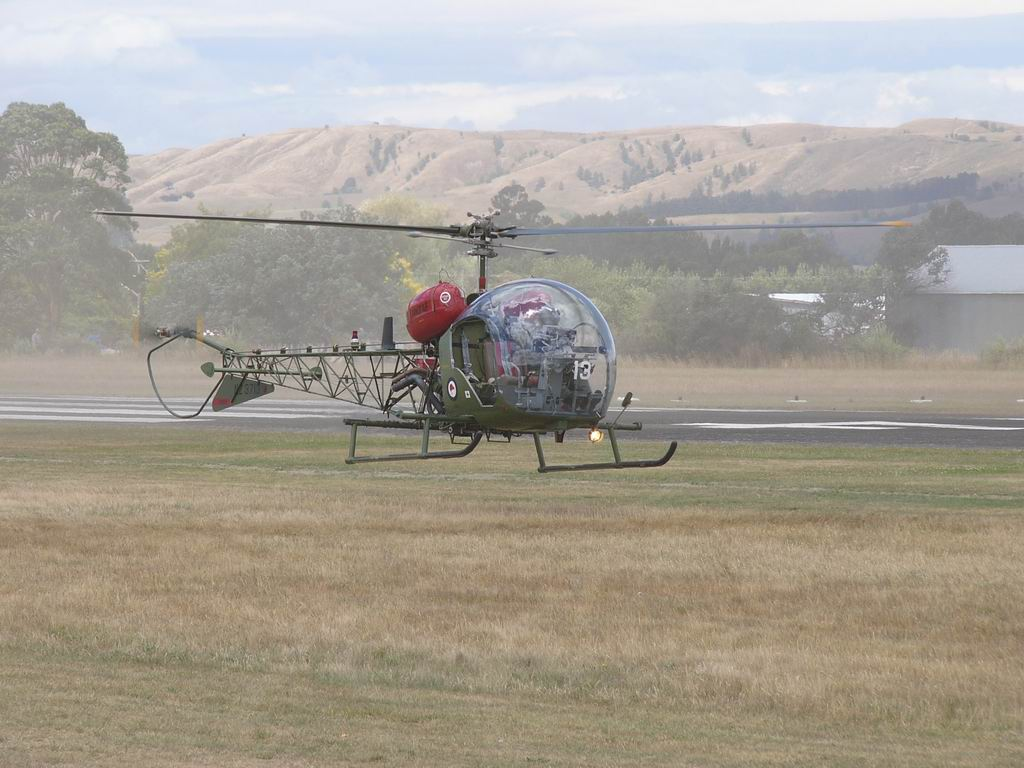
RNZAF Sioux tại 2009

- Lực lượng Phòng vệ Biển Nhật Bản[17]

 Malaysia
- Không quân Hoàng gia Malaysia[18]

 Malta
- Không quân Malta[19]

 México
- Không quân Mexico[17]

 New Zealand
- Không quân Hoàng gia New Zealand[20]

 Na Uy
- Không quân Hoàng gia Na Uy[21]

 Paraguay
- Không quân Paraguay[21]

 Perú
- Không quân Peru[21]

 Philippines
- Không quân Philippine[21]

 Sénégal
- Không quân Senegal[21]

 South Yemen
- Không quân Yemen[22]

 Tây Ban Nha
- Không quân Tây Ban Nha[23]
- Lục quân Tây Ban Nha[23]
- Hải quân Tây Ban Nha[23]

 Thái Lan
- Không quân Hoàng gia Thái Lan[24][25]

 Thổ Nhĩ Kỳ
- Không quân Thổ Nhĩ Kỳ[23]

 Anh Quốc

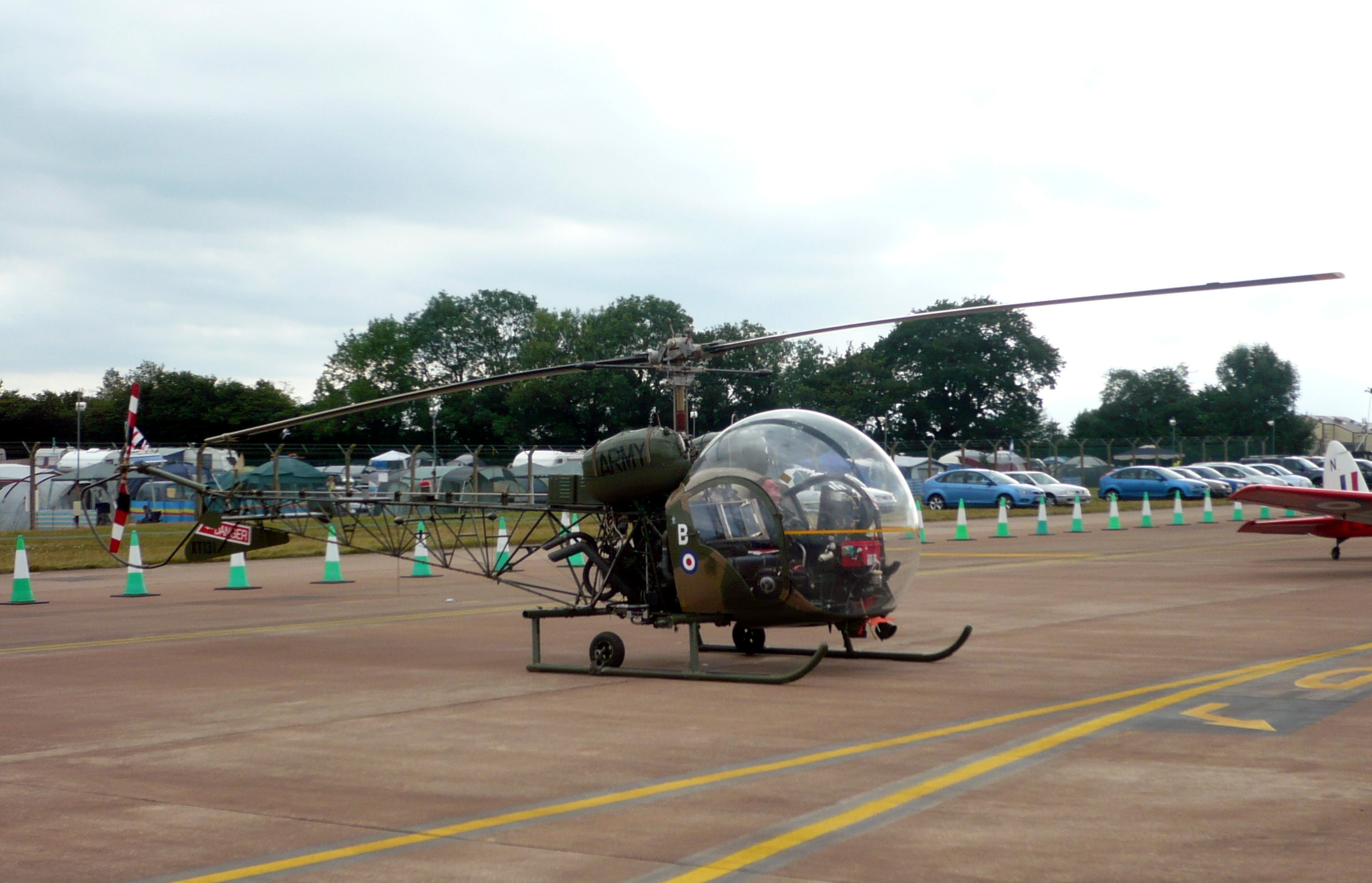
Agusta Sioux AH.1 của Lục quân Anh.

- Lục quân Anh - Quân đoàn Không quân Lục quân[26][27]

 Hoa Kỳ
- Không quân Hoa Kỳ[28]
- Lục quân Hoa Kỳ[29]
- Hải quân Hoa Kỳ[30]
- Tuần Duyên Hoa Kỳ[31]

 Uruguay
- Không quân Uruguay[32]

 Venezuela
- Không quân Venezuela[32]

## Tính năng kỹ chiến thuật (Sioux AH.1)
Dữ liệu lấy từ Newark Air Museum, Britains Small Wars.
Đặc điểm tổng quát
- Kíp lái: 1
- Sức chứa: 3
- Chiều dài: 31 ft 7 in (9.63 m)
- Đường kính rô-to chính:  2×  37 ft 0 in (11.3 m)
- Chiều cao: 9 ft 8 in (2.95 m)
- Trọng lượng có tải: 2952 lb (1339 kg)
- Động cơ: 1 × Lycoming TVO-435-A1A, 260 hp (194 kW)

Hiệu suất bay
- Vận tốc cực đại: 105 mph (169 km/h)
- Vận tốc hành trình: 84 mph (135 km/h)
- Tầm bay: 273 dặm (439 km)
- Trần bay: 16100 ft (4907 m)

Vũ khí trang bị
- OH-1 có thể mang 2 súng máy M37C.30, hoặc 2 súng máy M60.[35]